# Hawker Siddeley HS 748
Hawker Siddeley HS 748 (рус. Хоукер-Сиддли HS 748), был также известен как Avro 748 (рус. Авро 748) — британский ближнемагистральный турбовинтовой самолёт, разработанный компанией «Avro» в конце 1950-х годов для замены стареющего парка «Дугласов» DC-3. При его разработке компания сосредоточила свои силы на таких характеристиках, как, например, укороченный взлёт-посадка (STOL). Было построено 380 подобных самолётов.
Последующая разработка проекта 748 привела к появлению самолёта BAe ATP, нацеленного на конкуренцию с de Havilland Canada Dash 8, однако не оправдавшего возложенных надежд и выпускавшегося крайне плохо.
Разработка Avro 748 началась в 1958 году после небезызвестной записки Дункана Сэндиса 1957 года, прекратившей большую часть разработок пассажирских самолётов для нужд военных в Великобритании. Сообразно обстоятельствам компания Avro полностью переключилась и вновь вышла на гражданский рынок.
Vickers Viscount уже занял к тому времени основную часть рынка ближних авиаперевозок и Avro решила разрабатывать сравнительно небольшой лайнер для обслуживания местных авиалиний на замену стареющего DC-3. Впрочем, и здесь Avro была не одинока — Fokker F27 Friendship также разрабатывался с прицелом на замену DC-3, поэтому следующим решением Avro стало улучшение взлётно-посадочных характеристик самолёта, чтобы он мог эксплуатироваться на аэродромах с более короткой полосой.

## HS 748
С постройкой восемнадцати Avro 748 серии 1 для авиакомпании British Skyways Coach-Air (позднее Dan-Air) и Аргентинских авиалиний компания «Avro» потеряла свою индивидуальность внутри группы компаний «Hawker-Siddeley» и самолёт получил новое название HS 748.
Серия 2 начала производиться в 1961 году, её особенностью был увеличенный взлётный вес. Всего было выпущено 198 экземпляров, что стало рекордом для британских послевоенных самолётов
Более мощных самолётов серии 2А было выпущено ещё 71 экземпляр, серии 2B — 25 экземпляров.
Королевские ВВС Великобритании заказали специальную версию 748-го с поднятым хвостовым оперением для размещения задней загрузочной рампы и складывающегося трапа (как на самолёте Hawker Siddeley Andover C1).
Группа «Hawker-Siddeley» стала частью «British Aerospace» в середине 1970-х годов, а серия 2B тогда же стала основной в производстве.

## HAL-748
Серии 1 и 2 самолёта Avro 748 производились по лицензии в Индии компанией «Hindustan Aeronautics» под индексом HAL-748. Всего HAL построила 89 самолётов — 72 ВВС Индии и 17 для авиакомпании Indian Airlines. Позднее по заказу ВВС Индии было построено ещё 20 самолётов серии 2М с увеличенным грузовым люком. Выпускались в самых разных исполнениях, включая самолёт радиолокационного обнаружения (ДРЛО, Airborne Early Warning) с характерным большим обтекателем РЛС.

### ДРЛО
BAe/HS 748 AEW — самолёт дальнего радиолокационного обнаружения и целеуказания, разработанный индийской фирмой HAL на базе пассажирского турбовинтового двухмоторного самолёта Хоукер Сиддли HS.748.
В разработке самолёта принимали участие британская фирма «British Aerospace» и израильская фирма «Elbit». Разработка самолёта ДРЛО началась в Индии отделением фирмы HAL «Kanpur Division» в 1985 году.
Антенна РЛС установлена во вращающемся обтекателе над верхней поверхностью фюзеляжа, так, что плоскость вращения антенны находится выше законцовки киля самолёта, что уменьшает переотражение сигнала. Техническую помощь в проектировании и постройке самолёта (в первую очередь, обтекателя антенны РЛС) индийцам оказывала германская фирма DASA.
Первый полёт, прототип с установленным обтекателем, но без РЛС, совершил в ноябре 1990 года. Опытный самолёт разбился 11 января 1999 года при выполнении захода на посадку на авиабазу ВМС Индии Араконами; 4 члена экипажа и 4 технических специалиста погибли. Предполагалось, что отработанная на самолёте РЛС будет установлена на Ил-76МД, однако после катастрофы прототипа программа разработки самолёта ДРЛО аннулирована.

## Другие версии самолёта
- Другие версии модели 748 включают Coastguarder и Super 748. Coastguarder был военно-морским патрульным разведчиком.
- Последние 748-е были построены под индексом Super 748s в 1987 году и оснащались двигателями фирмы Rolls-Royce «Dart».
- Код самолёта по ICAO — A748.

## Эксплуатанты

### Гражданские
На август 2010 года в эксплуатации находятся 44 самолёта Avro 748 (все модификации).
Основные эксплуатанты:

| Австралия - Macair Airlines (1) Бангладеш - Best Air (2) - Bismillah Airlines (1) - Z Airways (1) Камерун - Cameroon Airlines (1) ' Канада - Air Creebec (4) | - Air Inuit (4) - Air North (4) - Calm Air (6) - First Air (3) - Wasaya Airways (5) ДР Конго - International Trans Air Business (1) - Trans Service Airlift (2) Коморы - Comores Aviation (2) | Гвинея - Guinee Air Cargo (1) Гондурас - Atlantic Airlines de Honduras (1) Индонезия - Bali Air (4) - Bouraq Indonesian Airlines (2) - Merpati (2) Кения - 748 Air Service (1) | - African Commuter Services (1) Непал - Royal Nepal Airlines (1) ЮАР - Executive Aerospace (5) - Stars Away Aviation (2) Шри-Ланка - Aero Lanka (1) Швеция - West Air Sweden (1) |

### Военные
| Аргентина - ВВС Аргентины Австралия - Королевские ВВС Австралии - 34-я Эскадрилья ВВС Австралии - Школа воздушной навигации - Авиация Королевских ВМС Австралии | - - 723-я Эскадрилья ВМС Австралии - 851-я Эскадрилья ВМС Австралии Бельгия Бразилия Бруней Колумбия Эквадор | Индия - ВВС Индии Непал Республика Корея Шри-Ланка Танзания | Таиланд - Королевские ВВС Таиланда Великобритания - Королевские ВВС Венесуэла Замбия |

## Лётно-технические характеристики

### Технические характеристики
- Экипаж: 3 человека (2 пилота + 1 стюард)
- Пассажировместимость: 40-58 чел.
- Длина: 20,42 м
- Размах крыла: 31,23 м
- Высота: 7,57 м
- Площадь крыла: 77 м²
- Масса пустого: 12327 кг
- Максимальная взлётная масса: 21092 кг
- Масса полезной нагрузки: 5136 кг
- Двигатели: 2× турбовинтовых двигателя Роллс-Ройс «Дарт» RDa.7 Mk 536-2 по 1700 кВт каждый

### Лётные характеристики
- Крейсерская скорость: 452 км/ч
- Дальность полёта: 1715 км
- Практический потолок: 7620 м
- Удельная нагрузка на крыло: 274 кг/м²
- Тяговооружённость: 0,161 кВт/кг

## Аварии и катастрофы
По данным сайта Aviation Safety Network, по состоянию на 11 апреля 2020 года было потеряно 90 самолётов Hawker Siddeley HS-748. Самолёт пытались угнать 3 раза, при этом никто не погиб. Всего в происшествиях погибли 512 человек.
| Дата          | Бортовой номер | Место происшествия | Жертвы    | Краткое описание |
| ------------- | -------------- | ------------------ | --------- | --- |
| 30.08.1962    | LV-HHB         | Саладас            | 1/34      | В полёте произошло отделение двери. Погиб бортпроводник, которого вытянуло наружу. Самолёт был отремонтирован, но потерпел катастрофу 14.04.1976. |
| 21.03.1965    | G-ATAM         | Лидс               | 0/44      | Выкатился за пределы ВПП. Был отремонтирован и продолжил полёты.                                                                                  |
| 25.03.1965    | G-ASPL         | Лидс               | 0/45      | Получил повреждения после жёсткой посадки. Был отремонтирован и продолжил полёты.                                                                 |
| 11.07.1965    | G-ARMV         | Лимпн, Кент        | 0/52      | Жёсткая посадка. |
| 05.07.1967    | XS598          | Абингдон           | 0/н.д.    | Прерванный взлёт из-за неполадок с двигателями. Выкатился за пределы взлётной полосы.                                                             |
| 20.07.1968    | YV-C-AMY       | Матурин            | 4/7       | Разбился сразу после взлёта из-за отказа двигателя.                                                                                               |
| 15.07.1969    | LV-IEV         | Баия-Бланка        | 0/39      | Приземлился мимо ВПП во время тумана. |
| 05.08.1969    | н.д.           | Замбоанга          | 1/31      | Один из пассажиров взорвал бомбу в туалете самолёта. Угонщик погиб, самолёт благополучно приземлился.                                             |
| 26.08.1969    | AF-601         | Лусака             | 3/4       | Упал во время взлёта. |
| 27.11.1969    | LV-HHI         | Санта-Роса         | 0/28      | Приземлился в 3 километрах от ВПП в поле и врезался в забор.                                                                                      |
| 14.12.1969    | PP-VDQ         | Уберландия         | 0/9       | Приземлился в стороне от полосы. |
| 04.02.1970    | LV-HGW         | Парана             | 37/37     | Разбился во время неблагоприятных погодных условий.                                                                                               |
| 21.04.1970    | PI-C1022       | Кабанатуан         | 36/36     | Взрыв на борту. |
| 19.12.1970    | LV-HHH         | Сармьенто          | 0/н.д.    | Обстоятельства неизвестны. |
| 22.01.1971    | 9G-ABW         | Котока             | 0/3       | Аварийная посадка. |
| 06.01.1972    | XA-SEV         | Четумаль           | 23/23     | Разбился в 40 километрах от аэропорта Четумаль.                                                                                                   |
| 04.03.1972    | PP-VDU         | Порту-Алегри       | 0/н.д.    | Тренировочный полёт. Потерпел аварию при взлёте.                                                                                                  |
| 08.04.1972    | XS609          | Сиена              | 4/18      | Разбился из-за отказа двигателя при взлёте. |
| 28.11.1972    | PI-C1027       | Бислиг             | 0/28      | Получил серьёзные повреждения при жёсткой посадке.                                                                                                |
| 05.07.1973    | HK-1408        | Букараманга        | 3+0/44    | Выкатился за пределы ВПП и врезался в дома. Погибли трое детей.                                                                                   |
| 28.07.1973    | XA-SAB         | Акапулько          | 0/3       | Разбился при заходе на посадку в 1,5 километрах от аэропорта Акапулько.                                                                           |
| 09.01.1974    | FAC-1103       | Флоренсия          | 32/32     | Врезался в гору. |
| 03.02.1975    | RP-C1028       | Манила             | 33/33     | Разбился сразу после взлёта из-за пожара в двигателе.                                                                                             |
| 10.05.1975    | RP-C1029       | Манила             | 0/43      | Совершил вынужденную посадку в рисовом поле. Пострадали 2 пассажира.                                                                              |
| 17.06.1975    | PP-VDN         | Педру-Афонсу       | 3+1/15    | Выкатился за пределы взлётной полосы и врезался в дом.                                                                                            |
| 20.01.1976    | HC-AUE/683     | Лоха               | 34/42     | Врезался в гору. |
| 23.01.1976    | PK-IHD         | Палу               | 0/32      | Выкатился за пределы ВПП. |
| 14.04.1976    | LV-HHB         | Кутраль-Ко         | 34/34     | Разрушился в воздухе из-за усталости металла. |
| 09.02.1977    | PK-IHK         | Южный Сулавеси     | 0/51      | Жёсткая посадка. |
| 18.10.1977    | PK-RHS         | Манила             | 3+2/5     | Испытательный полёт. Рухнул в жилом районе. |
| 03.03.1978    | YV-45C         | Пунта Мулатос      | 47/47     | Упал в море. |
| 07.09.1978    | 4R-ACJ         | Коломбо            | 0/2       | Взрыв на борту. |
| 15.07.1979    | C-GPAA         | Мусони             | 0/2       | Пожар перед вылетом. |
| 31.07.1979    | G-BEKF         | Самборо            | 17/47     | Упал в воду во время взлёта. |
| 22.08.1979    | FAC-1101       | Богота             | 3+1/1     | 23-летний бывший сотрудник аэропорта угнал самолёт и разбился на нём во время взлёта. Самолёт рухнул на жилой дом.                                |
| 27.04.1980    | HS-THB         | Бангкок            | 44/53     | Разбился во время посадки после попадания в грозовой фронт.                                                                                       |
| 21.06.1980    | HS-THG         | Чианграй           | 0/21      | Выкатился за пределы взлётной полосы. |
| 26.06.1981    | G-ASPL         | Нейлстоун          | 3/3       | Разрушился в воздухе. |
| 29.12.1981    | C-GEPH         | Сидни              | 0/18      | Столкнулся со зданием аэровокзала во время руления.                                                                                               |
| 11.07.1982    | RP-C1014       | Холо               | 1/30      | Прерванный взлёт. Самолёт выкатился за пределы ВПП и врезался в стену и автомобили.                                                               |
| 10.12.1982    | PK-IHI         | Манадо             | 0/45      | При посадке подломилась носовая стойка шасси. Самолёт выкатился за пределы ВПП.                                                                   |
| 16.04.1983    | EL-AIH         | Хартум             | 9+8/9     | Во время набора высоты отказал двигатель. Разбился при попытке вернуться в аэропорт.                                                              |
| 04.07.1983    | 9J-ADM         | Касама             | 0/46      | Прерванный взлёт. Самолёт выкатился за пределы взлётной полосы.                                                                                   |
| 07.08.1983    | FAC-1104       | Пасто              | 0/21      | Обстоятельства неизвестны. |
| 11.10.1983    | N748LL         | Пинквейвилл        | 10/10     | Разбился из-за неправильных действий экипажа во время технической неисправности.                                                                  |
| 01.07.1985    | JW9009         | Мбея               | 4/н.д.    | Военный борт. Разбился во время взлёта. |
| 28.04.1987    | HS-THI         | Чианграй           | 0/43      | Совершил посадку с невыпущенными шасси. |
| xx.05.1987    | JW9008         | Маньяра            | 0/н.д.    | Жёсткая посадка. |
| 23.06.1987    | HC-BAZ         | Лаго-Агрио         | 0/38+     | Выкатился за пределы взлётно-посадочной полосы.                                                                                                   |
| 26.06.1987    | RP-C1015       | Багио              | 50/50     | Врезался в гору в плохих погодных условиях. |
| 07.12.1987    | HS-THH         | Удонтхани          | 0/н.д.    | Выкатился за пределы взлётно-посадочной полосы.                                                                                                   |
| 15.09.1988    | C-GFFA         | Чини               | 2/2       | Разбился из-за технической неисправности. |
| 03.12.1988    | C-GQSV         | Васкаганиш         | 0/3       | Жёсткая посадка. |
| 04.01.1989    | PK-IHA         | Банджармасин       | 0/52      | Жёсткая посадка. |
| 12.01.1989    | C-GDOV         | Дейтон             | 2/2       | Разбился во время взлёта. |
| 28.01.1989    | TJ-CCF         | Яунде              | 3/47      | Выкатился за пределы ВПП во время грозы. |
| 25.01.1990    | PK-OBW         | Ринджани           | 19/19     | Врезался в гору в плохих метеоусловиях. |
| 07.02.1991    | JW9010         | Дар-эс-Салам       | 0/2       | Жёсткая посадка. |
| 14.08.1991    | C-FKTL         | Биг-Траут-Лейк     | 0/0       | Сгорел во время разгрузки. |
| 29.11.1991    | C-GGOO         | Эстри              | 0/35      | Прерванный взлёт из-за взорвавшегося двигателя.                                                                                                   |
| 09.01.1993    | PK-IHE         | Сидоарджо          | 15/44     | Во время взлёта загорелся двигатель. Упал в болото при попытке вернуться в аэропорт.                                                              |
| 07.09.1993    | PK-OBV         | Танахмерах         | 0/6       | Приземлился раньше ВПП. |
| 10.11.1993    | C-GQTH         | Сэнди Лейк         | 7/7       | Разбился из-за дезориентации пилотов, вызванной отключением некоторых приборов по неустановленной причине.                                        |
| 28—29.04.1995 | 4R-HVB         | Джафна             | 45/45     | Были сбиты. |
| 28—29.04.1995 | 4R-HVA         | Джафна             | 52/52     | Были сбиты. |
| 09.08.1995    | PK-KHL         | Западное Папуа     | 10/10     | Врезался в гору. |
| 25.04.1996    | 9N-ABR         | Читван             | 0/31      | Выкатился за пределы взлётно-посадочной полосы.                                                                                                   |
| 11.07.1996    | PK-IHN         | Амбон              | 0/48      | Прерванный взлёт. Самолёт выкатился за пределы ВПП.                                                                                               |
| 01.02.1997    | 6V-AEO         | Тамбакунда         | 23/52     | Разбился сразу после взлёта. |
| 13.10.1997    | PK-IHO         | Джокьякарта        | 0/10      | Жёсткая посадка. |
| 06.11.1997    | 9N-ACM         | Покхара            | 0/48      | Выкатился за пределы взлётной полосы после отказа гидравлики.                                                                                     |
| 09.02.1998    | 2509           | Навегантис         | 0/25      | Выкатился за пределы ВПП. |
| 31.03.1998    | G-OJEM         | Лондон             | 0/44      | Совершил жёсткую посадку и загорелся. |
| 06.08.1998    | C-GTAD         | Касабоника         | 0/4       | Выкатился за пределы взлётной полосы. |
| 03.12.1998    | C-FBNW         | Икалуит            | 0/7       | Не смог взлететь и выкатился за пределы ВПП. |
| 14.02.1999    | 9L-LBG         | Фокстрот           | 0/2       | Выкатился за пределы взлётной полосы. |
| 05.09.1999    | 9N-AEG         | Катманду           | 15/15     | Столкнулся с вышкой связи. |
| 13.12.2001    | SE-LEO         | Лидчёпинг          | 0/н.д.    | Пожар в двигателе. |
| 16.04.2002    | ZS-OLE         | Сан-Сити           | 0/47      | Выкатился за пределы взлётной полосы после отказа гидравлики.                                                                                     |
| 01.07.2002    | 3C-KKB         | Джордж             | 3/3       | Разбился в сложных метеоусловиях. |
| xx.03.2003    | 3C-KKB         | Румбек             | 0/н.д.    | Потерпел аварию после отказа двигателя. |
| 08.06.2004    | TR-LFW         | Либревиль          | 19/30     | Упал в воду после ряда возникших проблем. |
| 22.11.2004    | L5-2/16        | Бангкок            | 0/н.д.    | Совершил жёсткую посадку. |
| xx.02.2005    | 9XR-AB         | Старый Фангак      | н.д./н.д. | Списан после жёсткой посадки. |
| 10.06.2005    | 5Y-SFE         | Локичогио          | 0/3       | Совершил жёсткую посадку. |
| xx.06.2005    | 9Q-CVK         | Капоэта            | н.д./н.д. | Разбился во время попытки вернуться в аэропорт после отказа двигателя.                                                                            |
| 17.03.2006    | 5Y-TCA         | Старый Фангак      | 0/н.д.    | Выкатился за пределы взлётно-посадочной полосы.                                                                                                   |
| xx.10.2006    | S2-ABE         | Аэродром Алек      | 0/5       | Совершил жёсткую посадку. |
| 20.12.2009    | 5Y-YKM         | Тондж              | 1+0/41    | Выкатился за пределы ВПП и сбил насмерть женщину, её ребёнок пропал без вести.                                                                    |
| 02.04.2012    | 5Y-BZR         | Доро               | 0/н.д.    | Совершил жёсткую посадку. |
| 12.06.2012    | C-FTTW         | Сэнди Лейк         | 0/2       | Пожар на земле. |
| 17.02.2014    | 5Y-HAJ         | Рубкона            | 1/4       | Выполнял гуманитарную миссию. Совершил жёсткую посадку, врезался в машины и загорелся.                                                            |
| 14.11.2014    | 5Y-BVQ         | Паньягор           | 2/3       | При заходе на посадку врезался в здание. |
| 10.11.2015    | TL-AEW         | Малакаль           | 0/4       | Разбился вскоре после взлёта. |